# Alexandra Henrion-Caude
Alexandra Henrion-Caude, née le 16 octobre 1969 à Warwick au Royaume-Uni, est une généticienne franco-britannique.
Elle est notamment connue pour son opposition à la politique sanitaire de lutte contre la pandémie de Covid-19 et sa contribution à la désinformation sur ce sujet.

## Biographie
Née en 1969 au Royaume-Uni, Alexandra Henrion-Caude soutient une thèse de doctorat à l'université Paris-Diderot en 1997, sous la direction d'Axel Kahn,, et reçoit une bourse de recherche de la fondation Nestlé.
Elle travaille comme neurobiologiste au Joslin Diabetes Center (en) à la Harvard Medical School de Boston et au Salk Institute for Biological Studies.
Elle est directrice de recherche à l'Inserm de 2012 à 2018, en tant que chef d'équipe à l'unité 781,,. Elle découvre en 2012 l'implication d'acide ribonucléique (ARN) non-codant dans des maladies génétiques,. Ses travaux concernent des maladies génétiques comme la mucoviscidose et le syndrome Ravine. Elle est l'un des 22 lauréats des Eisenhower Fellowships en 2013.
Elle s'intéresse aux questions de bioéthique, notamment à propos de la recherche sur l'embryon humain, et crée le site internet Science en conscience.
Alexandra Henrion-Caude quitte l'Inserm début 2018 pour « convenances personnelles ». La même année, elle donne une conférence TED au cours de laquelle elle affirme qu'un « sixième sens », relatif à l'amour, serait transmis par des particules similaires aux photons, qu'elle nomme « amourons ».
Elle est retraitée de l'Inserm depuis août 2019, sans le titre de « chercheuse émérite ». Elle vit désormais à Maurice, où elle a fondé le laboratoire SimplissimA, qui se donne pour objectif de revaloriser les « remèdes traditionnels »,.

## Engagements catholiques
Catholique engagée, Alexandra Henrion-Caude est active « au sein de la nébuleuse de La Manif pour tous » au début des années 2010. Elle s'oppose activement à l'accès des femmes lesbiennes à la PMA. Selon L'Express, elle fait partie de l'Association des scientifiques chrétiens, liée au réseau Blaise Pascal.
En 2011, elle cofonde Science en conscience, une association qui milite contre les essais cliniques sur l'embryon.
En 2019, elle participe à une conférence catholique organisée au Vatican et intitulée « Yes to life ». Elle y explique son opposition à l'avortement en arguant que l'âme est présente dès la conception de l'embryon.
En mai 2021, elle intervient longuement dans le numéro de la revue du mouvement traditionaliste Civitas, intitulé « Vaccin : ce qu'on nous cache ».

## Désinformation pendant la crise du Covid-19
Au début de la pandémie, Alexandra Henrion-Caude se déclare favorable au port du masque et au confinement. À l'été 2020, elle émet de vives critiques envers la possibilité d'un vaccin. Elle vante alors les mérites de l'hydroxychloroquine, à l'instar de Didier Raoult. Le mois suivant, au cours d'une interview accordée à TV Libertés, elle relaie la fausse information, assez répandue dans les sphères complotistes, selon laquelle il existerait une campagne de vaccination forcée en Afrique du Sud.
À la même époque, elle affirme que les écouvillons utilisés pour les tests PCR atteignent la « plaque cribriforme », ce qui « permettrait de passer des nanoparticules, des nouveaux modes de thérapie directement au niveau du cerveau ». Au-delà de ses accents complotistes, la déclaration repose sur une fausse information puisque la plaque cribriforme (aussi appelée lame criblée de l'ethmoïde) est située entre les deux yeux, dans une zone qui n'est pas accessible à l'écouvillon,.
Alexandra Henrion-Caude figure dans le documentaire complotiste Hold-up, réalisé en novembre 2020 par Pierre Barnérias, et contribue à la diffusion de fausses informations sur la pandémie,,.
En 2021, elle intervient dans plusieurs médias généralistes (CNews, Sud Radio, ou encore l'émission Touche pas à mon poste !). Elle y réaffirme « ses doutes concernant les vaccins à ARN messager », dont elle estime qu'ils vont « nous modifier génétiquement », évoquant la « transcriptase inverse », une enzyme utilisée par certains virus pour rétrotranscrire l'ARN en ADN (ce qui n'est pas possible avec le Coronavirus),. Elle intervient aussi dans des médias généralement considérés comme liés au catholicisme intégriste ou à l'extrême droite. Ainsi en avril 2021, elle donne un entretien au magazine Civitas et, dans un entretien à TV Libertés, elle « affirme notamment que les vaccins à ARN messager contre le Covid-19 peuvent « s'intégrer au génome » des patients. »
Alexandra Henrion-Caude porte plainte pour diffamation contre Axel Kahn, qui avait regretté l'évolution d'une « chercheuse de grande qualité, très travailleuse », autrefois brillante, mais qu'il ne pouvait plus considérer comme chercheuse depuis qu'elle s'était illustrée par des « déclarations pas tellement différentes des pires positions complotistes »,,. Il plaisante sur sa mise en examen à ce titre fin mai 2021, peu de temps après avoir annoncé être atteint d'un cancer incurable, rappelant qu'il a « tenté d'expliquer l'incroyable dérive d'une chercheuse jadis de qualité par une logique intégriste puis sectaire » et se réjouissant que cela lui permette « une ultime bonne action avant de mourir. Gratuite, en plus,,. » L'avocat d'Alexandra Henrion-Caude fait part de leur intention de se désister de la plainte contre Axel Kahn, « compte tenu des circonstances ».
L'Inserm se désolidarise des prises de position de son ex-chercheuse,,.
Des médias la décrivent comme « égérie des anti-passe sanitaire » (L'Express), « des complotistes » (Le Parisien) ou « des covido-sceptiques » (Marianne), « figure de proue du mouvement antivax et complotiste » (Le Point).

## Publication
- Les Apprentis sorciers : tout ce que l'on vous cache sur l'ARN messager  (en collaboration avec Ambre Bartok), Paris, Albin Michel, 2023, 157 p. (ISBN 978-2-226-48263-1 et 978-2-36132-340-0, lire en ligne)[22],[23].